# رئيس المحكمة العليا للولايات المتحدة
رئيس المحكمة العليا للولايات المتحدة هو رئيس قضاة المحكمة العليا في الولايات المتحدة، وهو بذلك أعلى منصب في القضاء الاتحادي. تمنح المادة 2 ، القسم 2 ، الفقرة 2 من الدستور سلطة عامة لرئيس الولايات المتحدة للترشيح وبمشورة وموافقة مجلس شيوخ الولايات المتحدة بتعيين رئيس المحكمة العليا والذي يعمل حتى يستقيل أو عزله من خلال إدانته أو يتقاعد أو وفاته، ولا يستطيع الرئيس إقالته.
يتمتع رئيس القضاة بنفوذ كبير في اختيار القضايا للمراجعة ويترأس عند عقد الحجج الشفوية، ويقود مناقشة القضايا بين القضاة. بالإضافة إلى ذلك، عندما تصدر المحكمة رأيًا يختار رئيس المحكمة إذا كان بالأغلبية من الذي يكتب رأي المحكمة عند البت في قضية ما، ويعتبر صوت رئيس المحكمة العليا مثل أي صوت مشارك أخر ولا يتمتع بأهمية خاصة.
المادة الأولى، القسم 3، البند 6 من الدستور يعين رئيس المحكمة العليا لرئاسة أثناء محاكمات إقالة الرئيس في مجلس الشيوخ لقد حدث هذا مرتين. أيضا في حين أن أي مكان في الولاية يتم إدارة اليمين الرئاسية عادة بواسطة رئيس المحكمة العليا.
بالإضافة إلى ذلك يعمل رئيس القضاة كمتحدث رسمي للفرع القضائي للحكومة الفيدرالية ويعمل كضابط إداري رئيسي للمحاكم الفيدرالية. يرأس رئيس القضاة المؤتمر القضائي، وبهذه الصفة يعين مدير ونائب مدير المكتب الإداري. رئيس القضاة هو أيضًا عضو <i id="mwIQ">بحكم منصبه</i> في مجلس الحكام بمعهد سميثسونيان ويتم انتخاب رئيس مجلس الإدارة حسب العرف.
منذ إنشاء المحكمة العليا في عام 1789، شغل 17 شخص منصب رئيس القضاة، بدءًا من جون جاي (1789-1795). رئيس القضاة الحالي هو جون روبرتس (منذ عام 2005). عمل جون روتلدج وإدوارد دوغلاس وايت وتشارلز إيفانز هيوز وهارلان فيسك ستون وويليام رينكويست كقاضٍ مشارك قبل أن يصبح كبير القضاة.

## التعيين في المنصب
لم ينشئ دستور الولايات المتحدة منصب رئيس القضاة بشكل صريح، لكنه يفترض وجوده بمرجع واحد في المادة الأولى، القسم 3، البند 6 : «عندما تتم محاكمة رئيس الولايات المتحدة، يرأس رئيس القضاة». لا يوجد ما يقال في الدستور فيما يتعلق بالمنصب. تشير المادة 1، القسم 1، التي تجيز إنشاء المحكمة العليا، إلى جميع أعضاء المحكمة ببساطة «كقضاة». أنشأ القانون القضائي لعام 1789 الألقاب المميزة لرئيس القضاة في المحكمة العليا للولايات المتحدة والقاضي المشارك في المحكمة العليا للولايات المتحدة .
في عام 1866 وبناءً على دعوة سالمون ب. تشيس، أعاد الكونغرس تعيين لقب رئيس المحكمة العليا إلى رئيس المحكمة العليا للولايات المتحدة الحالي . أول شخص قامت لجنته بالمحكمة العليا بتضمين العنوان المعدل هو ميلفيل فولر في عام 1888. لم يتم تغيير عنوان القضاة المعاونين في عام 1866، ويظل كما تم إنشاؤه في الأصل.
يتم ترشيح رئيس المحكمة العليا مثله مثل جميع القضاة الفدراليين، من قبل الرئيس وتأكيده من قبل مجلس الشيوخ الأمريكي. تنص المادة الثالثة، القسم 1 من الدستور على أنهم «يشغلون مناصبهم أثناء حسن السلوك». تعني هذه اللغة أن التعيينات هي مدى الحياة بفعالية، وأنه بمجرد تولي المنصب تنتهي مدة ولاية القضاة فقط عندما يموتون أو يتقاعدون أو يستقيلون أو يتم إزالتهم من منصبه من خلال عملية المساءلة. منذ عام 1789 قدم 15 رئيسًا ما مجموعه 22 ترشيحًا رسميًا لهذا المنصب.
يتم تعيين راتب رئيس المحكمة العليا من قبل الكونغرس. الراتب السنوي الحالي (2018) هو 260,000 دولار وهو أعلى قليلاً من مرتب القضاة، وهو 255300 دولار.
ترتكز ممارسة تعيين رئيس المحكمة العليا على التقاليد بينما ينص الدستور على عدم إفصاح رئيس المحكمة العليا حول موضوع كيفية اختيار ومن قبل من. لا يوجد حظر دستوري محدد ضد استخدام طريقة أخرى لاختيار رئيس القضاة من بين هؤلاء القضاة المعينين بشكل صحيح وتأكيدهم للمحكمة العليا. اقترح باحث القانون الدستوري تود بيتيس أن يتم التعيين الرئاسي لرؤساء القضاة وأن يحل محله عملية تسمح للقضاة باختيار رئيس قضاة هم.
ثلاثة قاضة حاليين تم ترشيحهم من قبل الرئيس، وأكد من قبل مجلس الشيوخ رئيسا للمحكمة العليا: إدوارد دوغلاس الأبيض في عام 1910، هارلان فيسك ستون في عام 1941، ووليام رينكويست في عام 1986. رابعًا، أبي فورتاس، تم ترشيحه لهذا المنصب في عام 1968، لكن لم يتم تأكيد ذلك. نظرًا لأن العدالة المرافقة ليست مضطرة إلى الاستقالة من مقعده في المحكمة من أجل ترشيحها كرئيس قضاة، ظلت فورتاس قاضية مساعدة. وبالمثل، عندما تم ترشيح القاضي المشارك وليام كوشينغ وتولى منصب رئيس القضاة في يناير 1796، لكنه رفض منصبه، بقي هو أيضًا في المحكمة. عاد قاضيان سابقان بعد ذلك إلى الخدمة في المحكمة كرئيس قضاة. كان جون روتلدج الأول. أعطاه الرئيس واشنطن موعد عطلة في عام 1795. ومع ذلك، لم يؤكد مجلس الشيوخ ترشيحه اللاحق للمنصب، وترك المنصب والمحكمة. في عام 1930، تم تأكيد القاضي المشارك السابق تشارلز إيفانز هيوز رئيس المحكمة العليا. بالإضافة إلى ذلك، في ديسمبر عام 1800، تم ترشيح رئيس المحكمة العليا السابق جون جاي لتأكيد هذا المنصب للمرة الثانية، لكنه رفضه في النهاية، مما فتح الطريق أمام تعيين جون مارشال.

## الواجبات
إلى جانب مسؤولياته العامة كعضو في المحكمة العليا، يضطلع رئيس المحكمة العليا بالعديد من الواجبات الفريدة التي يتعين عليه الوفاء بها.

### محاكمات إقالة الرئيس
تنص المادة 3، القسم 3 من دستور الولايات المتحدة، على أن يتولى رئيس المحكمة العليا محاكمة محاكمات رئيس الولايات المتحدة في مجلس الشيوخ. ترأس قاضيان رئيسيان، سالمون ب. تشيس وويليام رينكويست، المحاكمة في مجلس الشيوخ التي تلت محاكمة الرئيس - تشيس في عام 1868 بشأن الإجراءات ضد الرئيس أندرو جونسون ورينكويست في عام 1999 بسبب الإجراءات ضد الرئيس بيل كلينتون. وقد بُرئ الرئيسان فيما بعد.

### أقدمية
تخضع العديد من إجراءات المحكمة وأعمالها الداخلية لقواعد البروتوكول بناءً على أقدمية القضاة. يحتل رئيس المحكمة المرتبة الأولى في ترتيب الأسبقية - بغض النظر عن طول مدة خدمة صاحب المكتب (حتى لو كانت أقصر من مدة خدمة قاضٍ واحد أو أكثر). وقد أتاح هذا الوضع المرتفع للقضاة المتعاقبين تحديد وصياغة ثقافة المحكمة وأولوياتها القضائية.
يضع كبير القضاة جدول أعمال الاجتماعات الأسبوعية حيث يراجع القضاة الالتماسات المقدمة للحصول على شهادات، لتحديد ما إذا كان يجب سماع أو رفض كل حالة. توافق المحكمة العليا على سماع أقل من واحد في المائة من القضايا التي قدمت إليها. على الرغم من أن القضاة المنتسبين قد يلحقون البنود بجدول الأعمال الأسبوعي، إلا أن هذه السلطة المبدئية لرئيس القضاة لها في الواقع العملي تأثير كبير على اتجاه المحكمة. ومع ذلك، قد يكون تأثير رئيس المحكمة العليا مقيدًا بالظروف وفهم القضاة المنتسبين للمبادئ القانونية؛ من المؤكد أنه مقيد بحقيقة أنه لا يملك سوى صوت واحد من تسعة على قرار منح أو رفض الشهادة.
على الرغم من المكانة المرتفعة لرئيس المحكمة العليا، فإن تصويته يحمل نفس الوزن القانوني الذي يتمتع به صوت كل قاضٍ مشارك. بالإضافة إلى ذلك، ليس لديه أي سلطة قانونية لإلغاء الأحكام أو تفسيرات القضاة الثمانية الآخرين أو العبث بهم. تقع مهمة تعيين من سيكتب الرأي للأغلبية على عاتق أعلى القضاة في الأغلبية. وهكذا، عندما يكون رئيس القضاة في الأغلبية، فإنه يعين الرأي دائمًا. في وقت مبكر من ولايته، أصر رئيس المحكمة جون مارشال على المقتنيات التي يمكن للقضاة العودة بالإجماع كوسيلة لتأسيس وبناء هيبة وطنية للمحكمة. عند القيام بذلك، كان مارشال يكتب في كثير من الأحيان الآراء بنفسه، ويثبط بنشاط الآراء المعارضة. في النهاية، أقنع القاضي المعاون ويليام جونسون مارشال وبقية المحكمة بتبني ممارستها الحالية: أحد القضاة يكتب رأياً للأغلبية، والباقي أحرار في كتابة آرائهم المنفصلة أو لا، سواء كانت متزامنة أو معارضة.
إن صلاحيات رئيس المحكمة العليا الرسمية - عندما تكون في الأغلبية - لتعيين العدالة التي ستكتب رأي المحكمة ربما تكون أكثر قوته نفوذاً،  لأن هذا يمكّنه من التأثير على السجل التاريخي. قد «يسند هذه المهمة إلى العدالة الفردية الأفضل قدرة على تشكيل ائتلاف هش، أو زميل قابل للإيديولوجيا، أو لنفسه». يمكن أن يكون لمؤلفي الرأي تأثير كبير على محتوى الرأي؛ قاضيان في الأغلبية نفسها، إذا أُتيحت لهما الفرصة، قد يكتبان آراء أغلبية مختلفة للغاية. وبالتالي، يمكن لرئيس القضاة الذي يعرف جيدًا أن يكون القضاة الزميلون يفعلون الكثير - من خلال الفعل البسيط المتمثل في اختيار العدالة الذي يكتب رأي المحكمة - للتأثير على الشخصية العامة أو لهجة الرأي، والتي بدورها يمكن أن تؤثر على تفسير ذلك الرأي في القضايا أمام المحاكم الدنيا في السنوات المقبلة.

### أداء القسم الرئاسي
يدير رئيس القضاة عادة اليمين الدستورية عند تنصيب رئيس الولايات المتحدة. هذا تقليد وهو ليس مسؤولية دستورية لرئيس المحكمة العليا؛ لا يشترط الدستور أن يقسم اليمين من قبل أي شخص على وجه الخصوص، ببساطة أن يؤخذ من قبل الرئيس. يمنح القانون أي قاضٍ اتحادي أو قاضٍ في الولاية، وكتاب العدل أيضًا (مثل جون كالفن كوليدج، الأب) إدارة اليمين والتأكيدات .
إذا كان رئيس المحكمة العليا مريضًا أو عاجزًا، فإن القسم عادة ما يديره العضو الكبير التالي في المحكمة العليا. سبع مرات، قام شخص آخر غير رئيس قضاة الولايات المتحدة بإدارة اليمين الدستورية للرئيس. قام روبرت ليفينجستون، بصفته مستشارًا لولاية نيويورك (المكتب القضائي الأعلى مرتبة في الولاية)، بإدارة قسم اليمين لجورج واشنطن في أول تنصيب له؛ لم يكن هناك رئيس قضاة في الولايات المتحدة، ولا أي قاض اتحادي آخر قبل تعيينهم من قبل الرئيس واشنطن في الأشهر التي تلت تنصيبه. قام وليام كوشينغ، وهو قاض مساعد في المحكمة العليا، بإدارة اليمين الثانية لواشنطن في عام 1793. كان والد كالفن كوليدج، وهو كاتب عدل، يدير اليمين لابنه بعد وفاة وارين هاردينج. ومع ذلك، فقد تم الطعن في ذلك عند عودة كوليدج إلى واشنطن وتمت إدارة قسمه من قِبل القاضي أدولف أ. هوهلينج، الابن من محكمة المقاطعة الأمريكية لمقاطعة كولومبيا. أدى جون تايلر وميلارد فيلمور اليمين الدستورية بعد وفاة سلفيهما على يد كبير القضاة وليام كرينك من محكمة الدائرة في مقاطعة كولومبيا. عكست قسيمات تشيستر أ. آرثر وثيودور روزفلت الأولية الطبيعة غير المتوقعة لتولي المنصب. في 22 نوفمبر 1963، بعد اغتيال الرئيس جون كينيدي، أدار القاضي ساره تي هيوز، وهو قاضي محكمة مقاطعة فيدرالية تابعة لمحكمة مقاطعة الولايات المتحدة في المقاطعة الشمالية بتكساس، اليمين الدستورية لمنصب نائب الرئيس آنذاك ليندون جونسون على متن الطائرة الرئاسية.
بالإضافة إلى ذلك، يدير رئيس القضاة عادة اليمين الدستورية للقضاة المعاونين المعينين حديثًا والمؤكدين، في حين أن كبار القضاة المعاونين سيؤديون عادة اليمين أمام رئيس قضاة جديد أو نائب رئيس.

### واجبات أخرى
منذ فترة ولاية وليم هوارد تافت، انتقل مكتب رئيس القضاة إلى ما بعد الأول على قدم المساواة. رئيس المحكمة العليا أيضا:
- يشغل منصب رئيس القضاء الفيدرالي.
- يشغل منصب رئيس المؤتمر القضائي للولايات المتحدة، وهو الجهاز الإداري الرئيسي للمحاكم الفيدرالية بالولايات المتحدة . يتم تفويض المؤتمر القضائي بموجب قانون تمكين القواعد لاقتراح القواعد، التي تصدرها بعد ذلك المحكمة العليا (رهنا بالرفض من قبل الكونغرس بموجب قانون مراجعة الكونغرس)، لضمان سير المحاكم الفيدرالية بسلاسة. لقد تم تبني أجزاء رئيسية من القواعد الفيدرالية للإجراءات المدنية وقواعد الإثبات الفيدرالية من قبل معظم الهيئات التشريعية بالولايات، وتعتبرها مدارس القانون الأمريكية شرعية .
- تعيّن قضاة اتحاديين في عضوية محكمة مراقبة الاستخبارات الخارجية الأمريكية (FISC)، وهي «محكمة سرية» تشرف على طلبات الحصول على أوامر مراقبة من وكالات الشرطة الفيدرالية (في المقام الأول مكتب التحقيقات الفيدرالي) ضد عملاء المخابرات الأجانب المشتبه بهم داخل الولايات المتحدة. (انظر 50 U.S.C.).
- يعين قضاة اتحاديين لعضوية محكمة الولايات المتحدة لإزالة الإرهابيين الأجانب (USATRC)، وهي محكمة خاصة تشكلت لتحديد ما إذا كان ينبغي ترحيل الأجانب من الولايات المتحدة على أساس أنهم إرهابيون.[14]
- يعين أعضاء الفريق القضائي المعني بالتقاضي متعدد النطاقات، وهي محكمة خاصة تتألف من سبعة قضاة اتحاديين مسؤولين عن اختيار مكان الإجراءات المنسقة قبل المحاكمة في الحالات التي تم فيها رفع دعاوى اتحادية متعددة ذات صلة في دوائر قضائية مختلفة.
- يعمل بحكم منصبه كعضو في مجلس الحكام، والعرف كمستشار، بمعهد سميثسونيان.
- يشرف على اقتناء الكتب لمكتبة القانون التابعة لمكتبة الكونغرس.[15]

### العجز أو الشغور
تحت 28 U.S.C. عندما يكون رئيس المحكمة غير قادر على أداء مهامه، أو عندما يكون هذا المنصب شاغراً، يتم تنفيذ واجبات رئيس المحكمة العليا من قبل كبار القضاة المعاونين حتى انتهاء العجز أو الشغور. حاليًا، منذ أغسطس 2018، يعد Clarence Thomas أكثر قضاة معاونين.